# 阿尔当特
阿尔当特（法語：Ardentes，法語發音：[aʁdɑ̃t] ⓘ），法国中部城市，中央-卢瓦尔河谷大区安德尔省的一个市镇，隶属于沙托鲁区，其市镇面积为62.09平方公里，2022年1月1日时人口数量为3,747人，在法国城市中排名第2,913位。
阿尔当特位于安德尔省东部，安德尔河畔，是一个区域性的中心城市，多条公路在此交汇。

## 地名来源

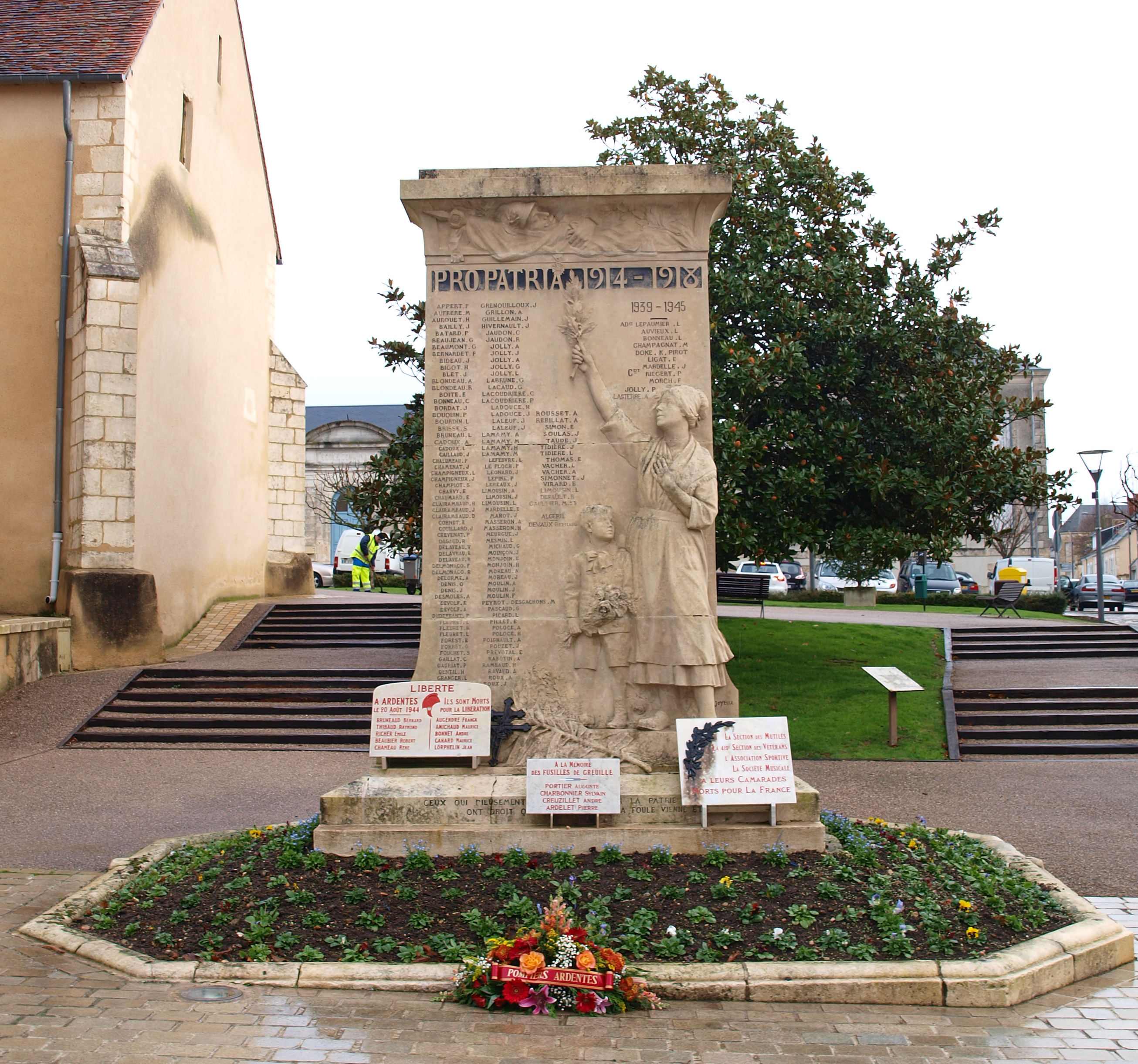
烈士纪念碑

根据当地官方网站的论述，“Ardentes”最初可能以“Alerta”或“Aléréa”的形式被记载，其名称含义及来源尚有待考证。

## 历史
阿尔当特成立于1839年，由圣樊尚达尔当特（Saint-Vincent-d'Ardentes）和圣马丁达尔当特（Saint-Martin-d'Ardentes）两个市镇合并而成，其中圣樊尚为政府驻地。
阿尔当特在古典时期是阿让通—布尔日道路上的一个驿站。11世纪时，阿尔当特境内兴建了圣马丁教堂，15世纪时当地又出现了圣樊尚教堂，阿尔当特由此被分为两个堂区。法国大革命后，圣樊尚达尔当特和圣马丁达尔当特成为安德尔省的两个独立市镇。1882年，途径阿尔当特的沙托鲁—戈泽城铁路建成通车，后于1969年停止客运服务，1993年废弃。2001年，阿尔当特至沙托鲁之间的路段曾短暂恢复货运列车，后于2004年再次关闭。

## 地理

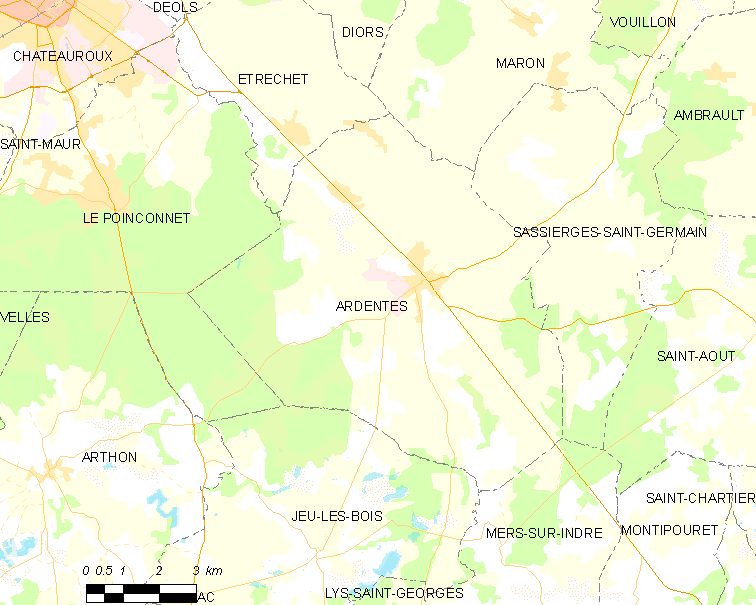
阿尔当特市镇范围地图

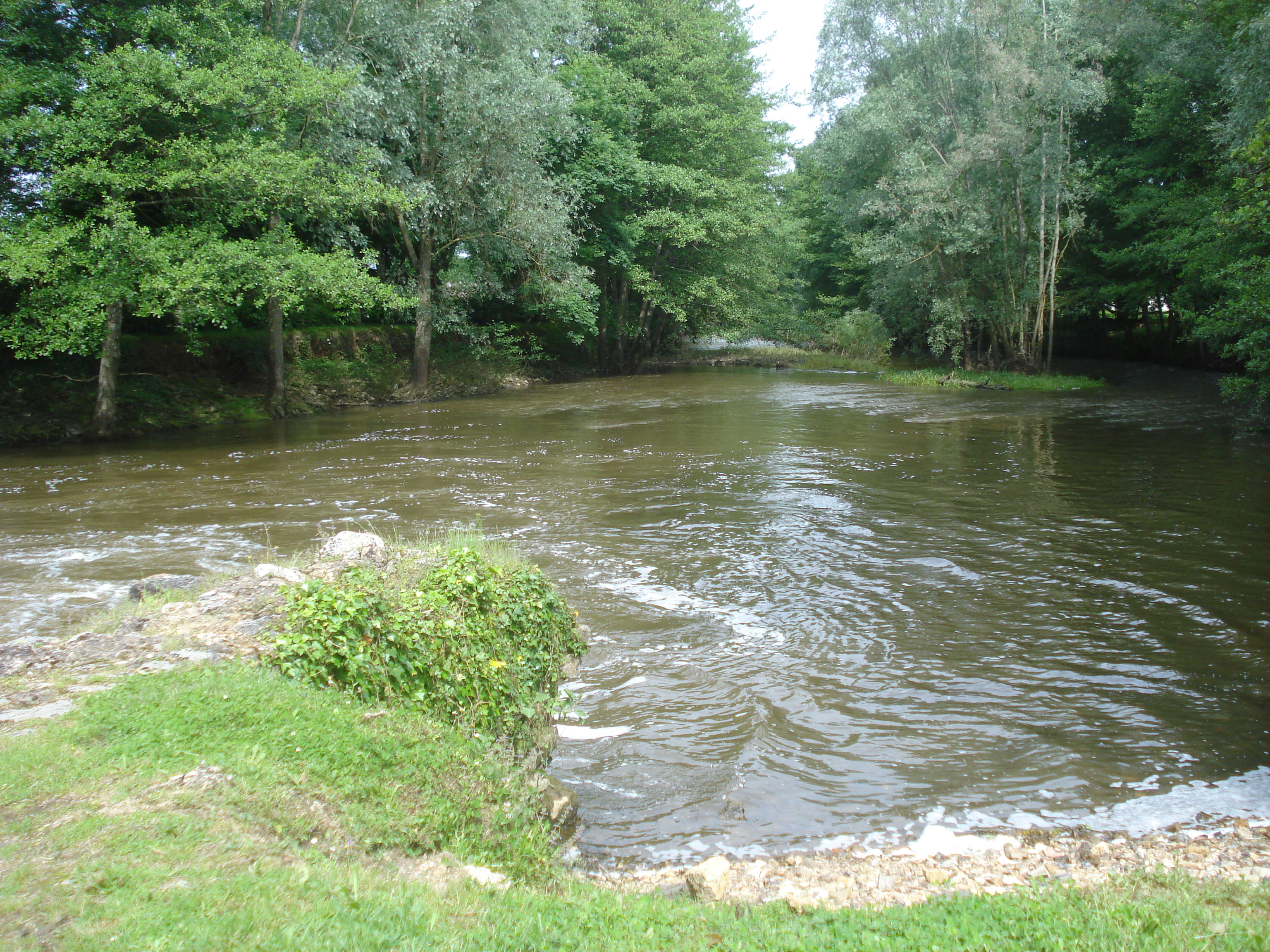
阿尔当特境内的安德尔河

阿尔当特位于法国中部，中央-卢瓦尔河谷大区南部和安德尔省东部，距离省会沙托鲁大约15公里。与阿尔当特接壤的市镇包括：埃特勒谢、热莱布瓦、马龙、勒潘索内、萨谢尔日圣日耳曼和安德尔河畔梅尔。

### 地形
阿尔当特位于贝里地区西南部腹地，境内以平原为主，市镇中心地势较为平坦，南侧略有起伏，全境海拔在150到208米之间。

### 水文
安德尔河干流自东南向西北流经阿尔当特，其左岸支流庞特努河（La Pentenoue）在此与其交汇。

### 植被
阿尔当特属于温带阔叶混交林区，林地多分布于河流附近，市镇范围西南部为沙托鲁市属森林（Forêt Domaniale de Châteauroux）。
在鲜花城市的评比中，阿尔当特被评为2星级鲜花城市。

### 气候
阿尔当特在柯本气候分类法中属于温带海洋性气候（Cfb）。
距离阿尔当特最近的常年气象站位于沙托鲁境内，以下为该气象站的数据（其中日照数据取自代奥勒）：
| 沙托鲁 1981年－2019年 | 沙托鲁 1981年－2019年 | 沙托鲁 1981年－2019年 | 沙托鲁 1981年－2019年 | 沙托鲁 1981年－2019年 | 沙托鲁 1981年－2019年 | 沙托鲁 1981年－2019年 | 沙托鲁 1981年－2019年 | 沙托鲁 1981年－2019年 | 沙托鲁 1981年－2019年 | 沙托鲁 1981年－2019年 | 沙托鲁 1981年－2019年 | 沙托鲁 1981年－2019年 | 沙托鲁 1981年－2019年 |
| 月份                  | 1月                   | 2月                   | 3月                   | 4月                   | 5月                   | 6月                   | 7月                   | 8月                   | 9月                   | 10月                  | 11月                  | 12月                  | 全年                  |
| --------------------- | --------------------- | --------------------- | --------------------- | --------------------- | --------------------- | --------------------- | --------------------- | --------------------- | --------------------- | --------------------- | --------------------- | --------------------- | --------------------- |
| 历史最高温 °C（°F）   | 19.1 (66.4)           | 23.1 (73.6)           | 25.5 (77.9)           | 29.5 (85.1)           | 33 (91)               | 38 (100)              | 39.5 (103.1)          | 41 (106)              | 35.5 (95.9)           | 30 (86)               | 24.5 (76.1)           | 20.1 (68.2)           | 41 (106)              |
| 平均高温 °C（°F）     | 7.4 (45.3)            | 9.2 (48.6)            | 12.9 (55.2)           | 15.8 (60.4)           | 20.2 (68.4)           | 23.6 (74.5)           | 26 (79)               | 26.3 (79.3)           | 22.1 (71.8)           | 17.4 (63.3)           | 11 (52)               | 7.6 (45.7)            | 16.6 (61.9)           |
| 日均气温 °C（°F）     | 4.4 (39.9)            | 5.4 (41.7)            | 8.2 (46.8)            | 10.5 (50.9)           | 14.6 (58.3)           | 17.9 (64.2)           | 20.1 (68.2)           | 20.1 (68.2)           | 16.4 (61.5)           | 12.9 (55.2)           | 7.6 (45.7)            | 4.8 (40.6)            | 11.9 (53.4)           |
| 平均低温 °C（°F）     | 1.5 (34.7)            | 1.6 (34.9)            | 3.5 (38.3)            | 5.3 (41.5)            | 9 (48)                | 12.2 (54.0)           | 14.1 (57.4)           | 14 (57)               | 10.7 (51.3)           | 8.4 (47.1)            | 4.2 (39.6)            | 2 (36)                | 7.2 (45.0)            |
| 历史最低温 °C（°F）   | −17.5 (0.5)           | −16.5 (2.3)           | −12 (10)              | −5 (23)               | 0 (32)                | 4.5 (40.1)            | 5.7 (42.3)            | 4.5 (40.1)            | 2 (36)                | −6.5 (20.3)           | −9.5 (14.9)           | −12.5 (9.5)           | −17.5 (0.5)           |
| 平均降水量 mm（）     | 73.1 (2.88)           | 59.6 (2.35)           | 60.9 (2.40)           | 72.1 (2.84)           | 76.4 (3.01)           | 56.8 (2.24)           | 61.1 (2.41)           | 56.7 (2.23)           | 68.3 (2.69)           | 85.7 (3.37)           | 76.8 (3.02)           | 81.9 (3.22)           | 829.4 (32.65)         |
| 月均日照時數          | 72.1                  | 91.9                  | 155.6                 | 178.5                 | 208.6                 | 210.4                 | 231.7                 | 235.5                 | 189.5                 | 128.3                 | 79.6                  | 59                    | 1,840.7               |
| 来源：infoclimat.fr   |                       |                       |                       |                       |                       |                       |                       |                       |                       |                       |                       |                       |                       |

## 行政区划
阿尔当特的市镇编号为36005，邮政编号为36120。
在行政管理方面，阿尔当特隶属于法国中央-卢瓦尔河谷大区安德尔省沙托鲁区；在地方选举方面，阿尔当特是阿尔当特县的中央投票站所在地，其市镇范围全境被划入安德尔省第二选区；在社会管理方面，阿尔当特是沙托鲁都会城市圈公共社区的组成部分。
截至2024年1月，阿尔当特市镇范围内暂无任何城市敏感街区及城市政策优先街区。
法国国家统计与经济研究所（简称）在进行数据统计时，将阿尔当特市镇单独设为阿尔当特城市核心区（Unité urbaine d'Ardentes），并将包括核心区在内的周边共44个市镇划为沙托鲁城市区。自2020年起，沙托鲁城市区被包含71个市镇的沙托鲁城市辐射区代替。此外，还将阿尔当特市镇整体看作一个“块区”（IRIS），以便于统计人口分布情况。

## 交通

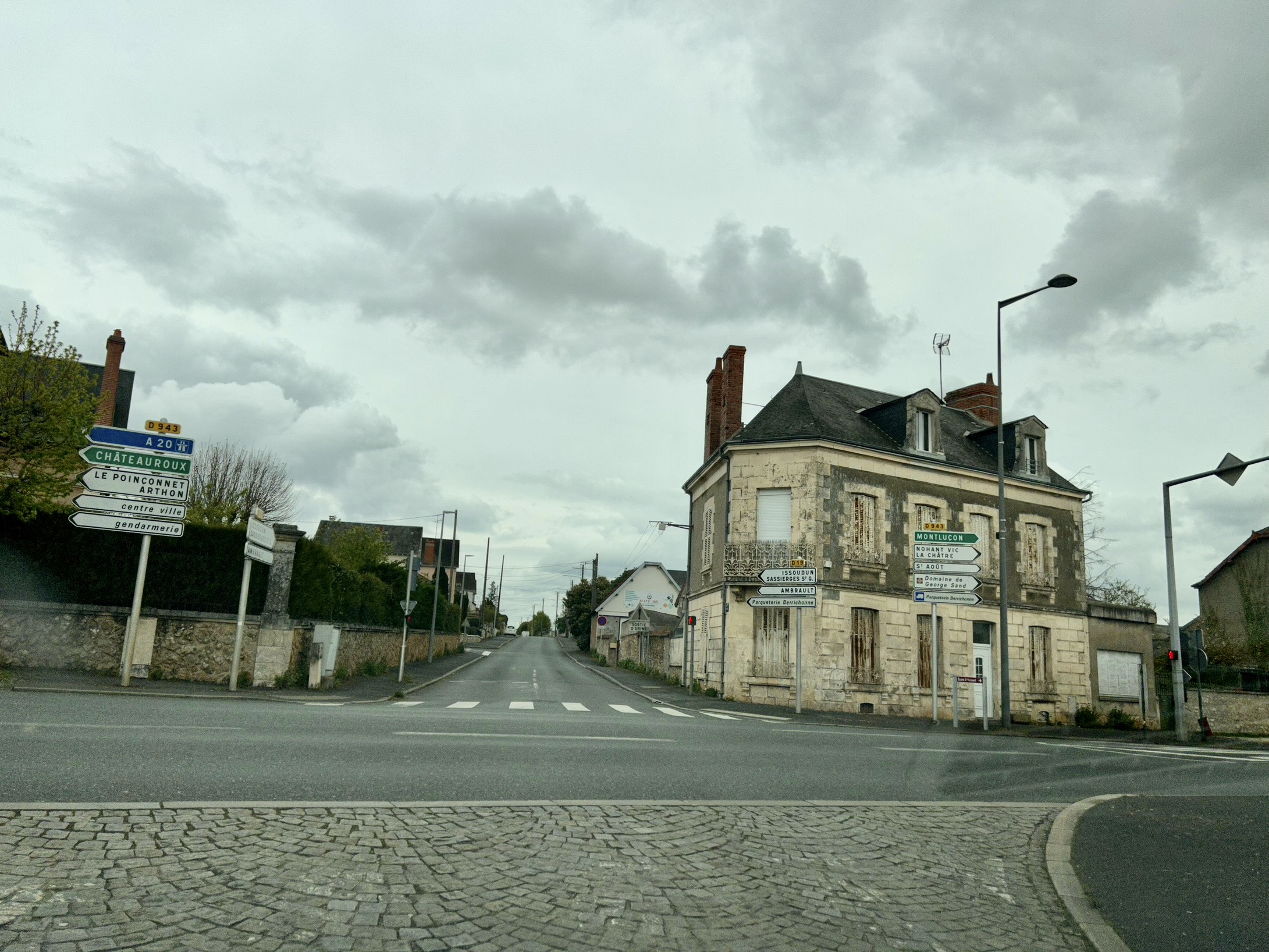
阿尔当特省道D19线与D943线交叉口

### 公路
安德尔省省道D12线、D14线、D19线、D41线、D102线和D943线在阿尔当特境内交汇。
2020年，77.8%的阿尔当特家庭拥有至少一辆私人汽车。2021年，阿尔当特境内共发生各类交通事故3起，造成3人受伤，其中2人重伤。
| 12 | 16 |

| 沙托鲁 | 15 |

| 拉沙特尔 | 23 |

| 武永 | 12 |

### 铁路
阿尔当特位于沙托鲁—戈泽城铁路上，该铁路已废弃。
距离阿尔当特最近的运营中的客运铁路车站为14公里外的沙托鲁站，该站停靠往返于巴黎和图卢兹之间的城际列车，同时停靠前往奥尔良和利摩日方向的区域列车。

### 航空
阿尔当特距离沙托鲁机场的公路里程大约17公里。

### 城市公共交通
阿尔当特是沙托鲁城市公共交通（商业名称为）的服务覆盖范围。截至2024年1月，该系统共包括12条常规公交线路，其中公交9路经过阿尔当特市区。

## 政治

### 市政内阁

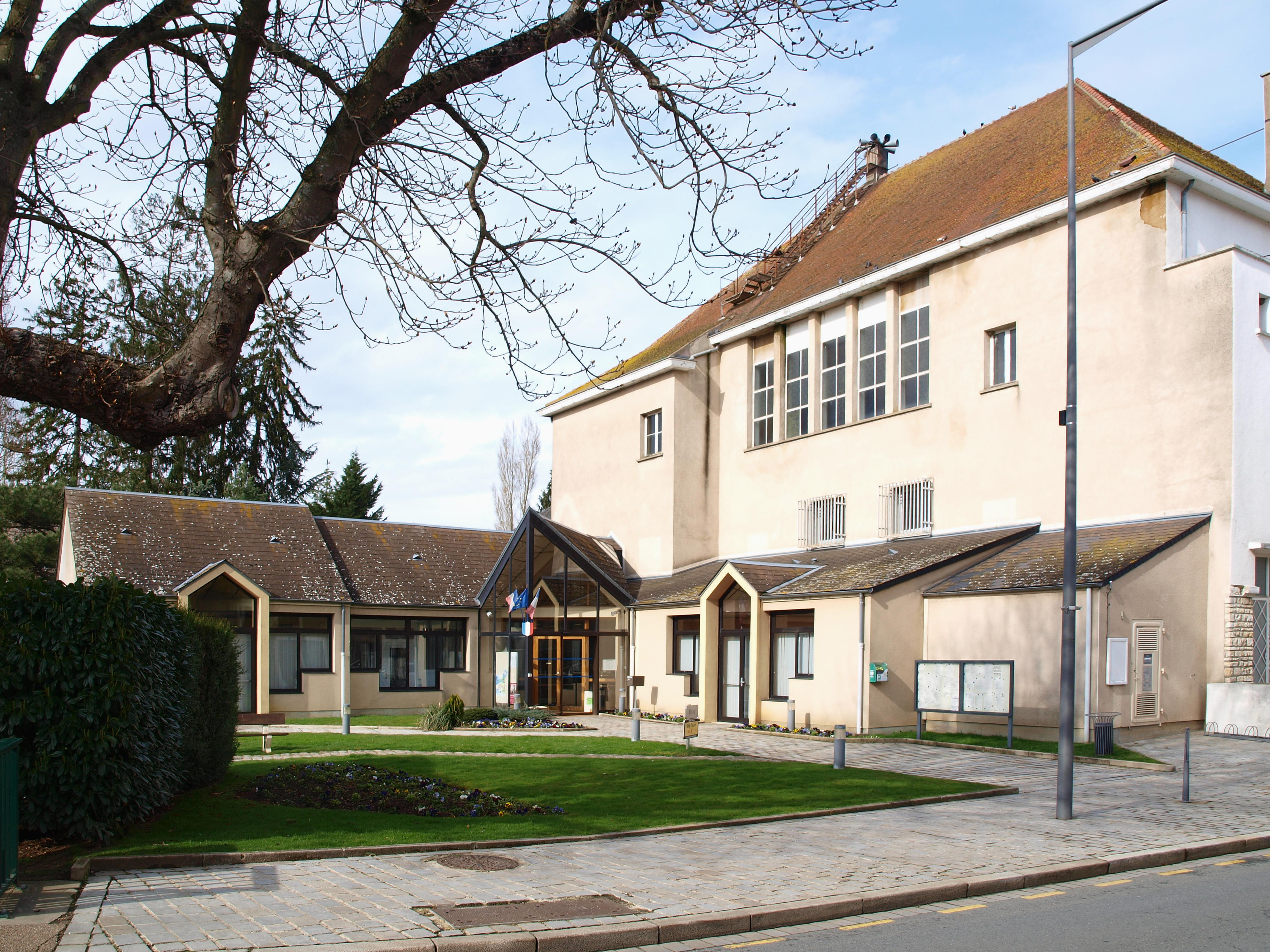
阿尔当特市政厅

阿尔当特的现任市长为吉勒·卡朗通先生（Gilles CARANTON），他是一名右翼无党派人士，在2020年的市政选举中获得了100.00%的支持率（无其他候选人）。
| 阿尔当特历届市长             | 阿尔当特历届市长                                     | 阿尔当特历届市长          |
| 任期                         | 市长                                                 | 党派                      |
| ---------------------------- | ---------------------------------------------------- | ------------------------- |
| （1959年以前资料暂缺）       |                                                      |                           |
| 1959年－1971年               | René WISSOCQ 勒内·维索科                             | RI独立激进党              |
| （1971年－1977年间资料暂缺） |                                                      |                           |
| 1977年－1983年               | Alain Berthier DE GRANDRY 阿兰·贝尔蒂耶尔·德格朗德里 | 不详                      |
| （1983年－1989年间资料暂缺） |                                                      |                           |
| 1989年－1995年               | Alain Berthier DE GRANDRY 阿兰·贝尔蒂耶尔·德格朗德里 | 不详                      |
| 1995年－2001年               | Pierre DESSEIGNE 皮埃尔·德塞涅                       | PCF法国共产党             |
| 2001年－2020年               | Didier BARACHET 迪迪埃·巴拉谢                        | UMP人民运动联盟 →LR共和黨 |
| 2020年－                     | Gilles CARANTON 吉勒·卡朗通                          | DVD右翼无党派人士         |

### 各级选举
| 阿尔当特历届投票选举结果 | 阿尔当特历届投票选举结果 | 阿尔当特历届投票选举结果 | 阿尔当特历届投票选举结果 | 阿尔当特历届投票选举结果  | 阿尔当特历届投票选举结果 | 阿尔当特历届投票选举结果 | 阿尔当特历届投票选举结果  | 阿尔当特历届投票选举结果 | 阿尔当特历届投票选举结果 |
| 选举项目                 | 选举范围                 | 选区单位                 | 选区单位内的选举结果     | 选区单位内的选举结果      | 选区单位内的选举结果     | 选区单位内的选举结果     | 选区单位内的选举结果      | 选区单位内的选举结果     | 参考资料                 |
| 选举项目                 | 选举范围                 | 选区单位                 | 第一轮胜出者             | 第一轮胜出者              | 支持率                   | 第二轮胜出者             | 第二轮胜出者              | 支持率                   | 参考资料                 |
| ------------------------ | ------------------------ | ------------------------ | ------------------------ | ------------------------- | ------------------------ | ------------------------ | ------------------------- | ------------------------ | ------------------------ |
| 2017年法國總統選舉       | 法國                     | 市镇                     |                          | 玛丽娜·勒庞               | 25.9%                    |                          | 埃马纽埃尔·马克龙         | 61.38%                   | [ 21 ]                   |
| 2017年法国立法选举       | 安德尔省第二选区         | 市镇                     |                          | 索菲·介兰                 | 37.48%                   |                          | 索菲·介兰                 | 54.87%                   | [ 21 ]                   |
| 2019年欧洲议会选举       | 法國                     | 市镇                     |                          | 若尔丹·巴尔代拉           | 27.34%                   | （不适用）               | （不适用）                | （不适用）               | [ 23 ]                   |
| 2021年法国省级选举       | 安德尔省                 | 县                       |                          | 吉勒·卡朗通 诺尔文·福尔蒂 | 45.62%                   |                          | 吉勒·卡朗通 诺尔文·福尔蒂 | 60.56%                   | [ 24 ]                   |
| 2021年法国省级选举       | 安德尔省                 | 市镇                     |                          | 吉勒·卡朗通 诺尔文·福尔蒂 | 60.11%                   |                          | 吉勒·卡朗通 诺尔文·福尔蒂 | 74.02%                   | [ 24 ]                   |
| 2021年法国大区选举       |                          | 市镇                     |                          | 尼古拉·福里西耶           | 34.04%                   |                          | 尼古拉·福里西耶           | 38.58%                   | [ 25 ]                   |
| 2022年法国总统选举       | 法國                     | 市镇                     |                          | 玛丽娜·勒庞               | 29.27%                   |                          | 埃马纽埃尔·马克龙         | 51.48%                   | [ 21 ]                   |
| 2022年法国立法选举       | 安德尔省第二选区         | 市镇                     |                          | 法比安·蒂里翁             | 25.09%                   |                          | 尼古拉·福里西耶           | 56.39%                   | [ 21 ]                   |

## 人口
2020年，阿尔当特市镇人口数量为3,825，在法国排名第2,913位。其中男性1,884人，女性1,941人，75岁及以上人口占8.5%，外籍人口数量为30人，人口密度为62人/平方公里，当地居民被称为（男性）或（女性）。Nssces(2022)年，阿尔当特境内出生26人，死亡人口40人。
| 阿尔当特1901年－2021年人口变化情况 |
|                                    |
| 数据来源：Cassini、INSEE           |

## 经济
阿尔当特是一个区域性的中心城市。截至2024年1月，阿尔当特市镇范围内共有各类用人单位（包含自雇）439家，平均历史为19年，均为中小型企业（PME），2023年11月至2024年1月间，当地的经济活力指数为0.46%。（木材加工）、（文化产业）及（管道工程）是当地2021年营业额最高的三个企业，分别为14,902,730欧元、259,206欧元和180,938欧元。

## 财政与居民收入
2021年，阿尔当特的财政收入总额为3,316,200欧元，财政支出总额为2,606,270欧元，当年的债务总额为2,236,610欧元。2021年，阿尔当特市镇通过增值税获得110,120欧元的收入，此外当地还共获得了119,100欧元的国家直接财政补助。
| 阿尔当特居民收入情况                             | 阿尔当特居民收入情况 | 阿尔当特居民收入情况  | 阿尔当特居民收入情况 |
| 内容                                             | 阿尔当特             | 法国                  | 统计年份             |
| ------------------------------------------------ | -------------------- | --------------------- | -------------------- |
| 征税家庭总数                                     | 1,705                | 1,081（法国市镇平均） | 2022年               |
| 居民平均月收入                                   | 2,157欧元            | 2,435欧元             | 2022年               |
| 高级职员人均月收入                               | 3,655欧元            | 4,331欧元             | 2021年               |
| 中级职员人均月收入                               | 2,306欧元            | 2,470欧元             | 2021年               |
| 普通职员人均月收入                               | 1,786欧元            | 1,801欧元             | 2021年               |
| 贫困率                                           | 6%                   | 14.5%                 | 2020年               |
| 青壮年（15至64岁）失业率                         | 9.3%                 | 7.4%                  | 2020年               |
| 征税家庭数量占比                                 | 48.1%                | 45.5%                 | 2020年               |
| 家庭年均纳税                                     | 2,584欧元            | 4,393欧元             | 2022年               |
| 资料来源：INSEE、L'Internaute、Le Journal du Net |                      |                       |                      |

## 社会事务

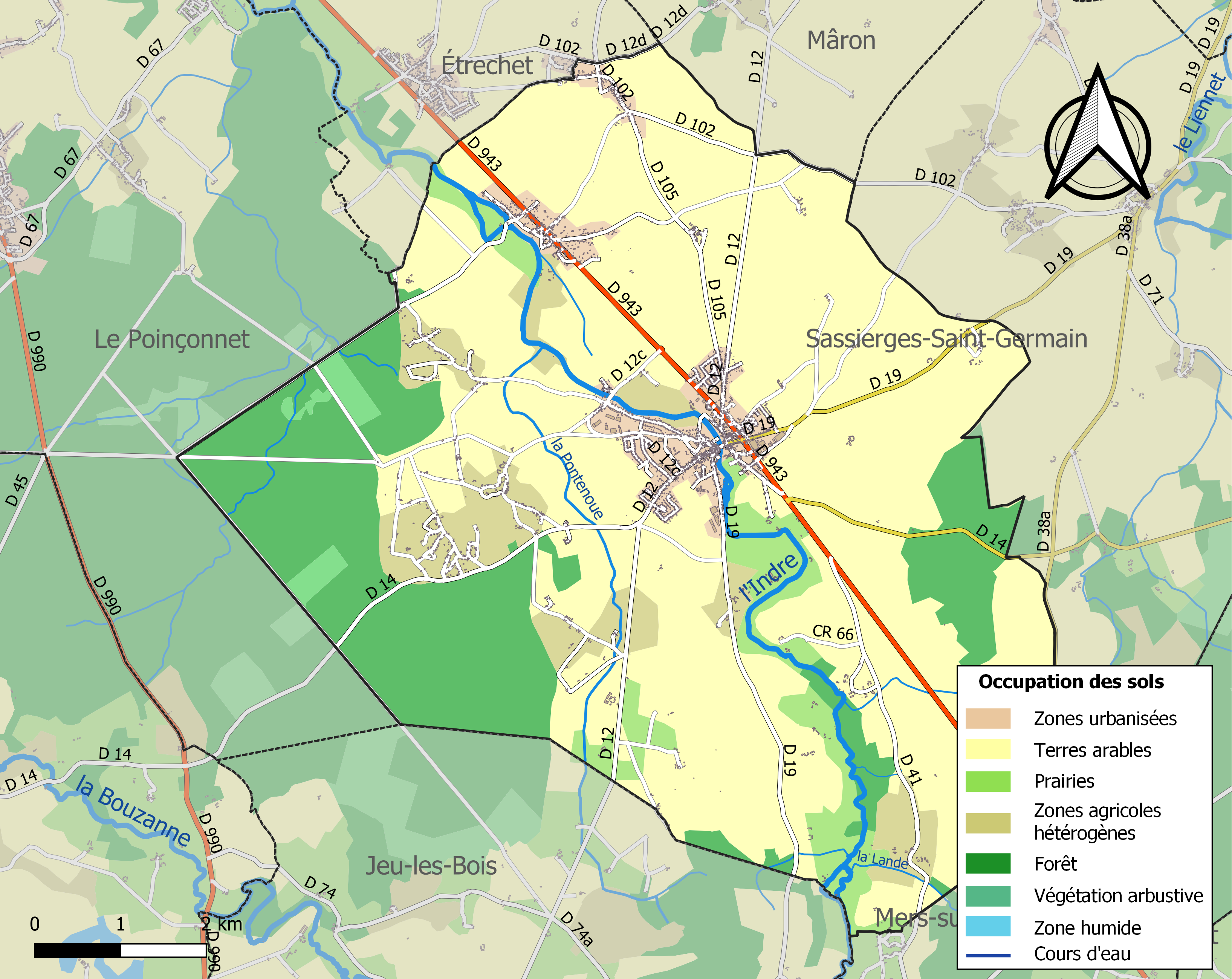
阿尔当特土地利用情况地图

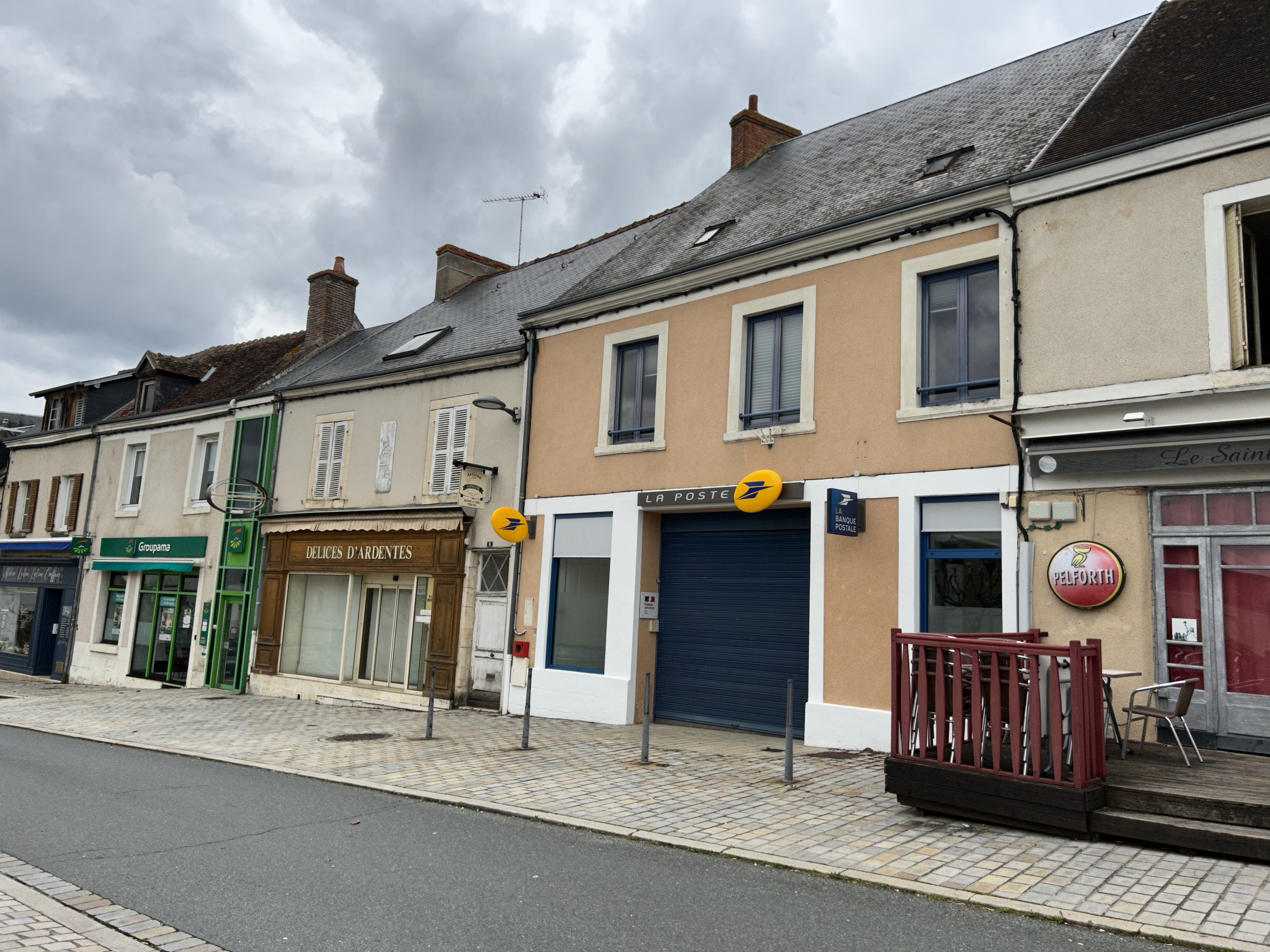
邮局

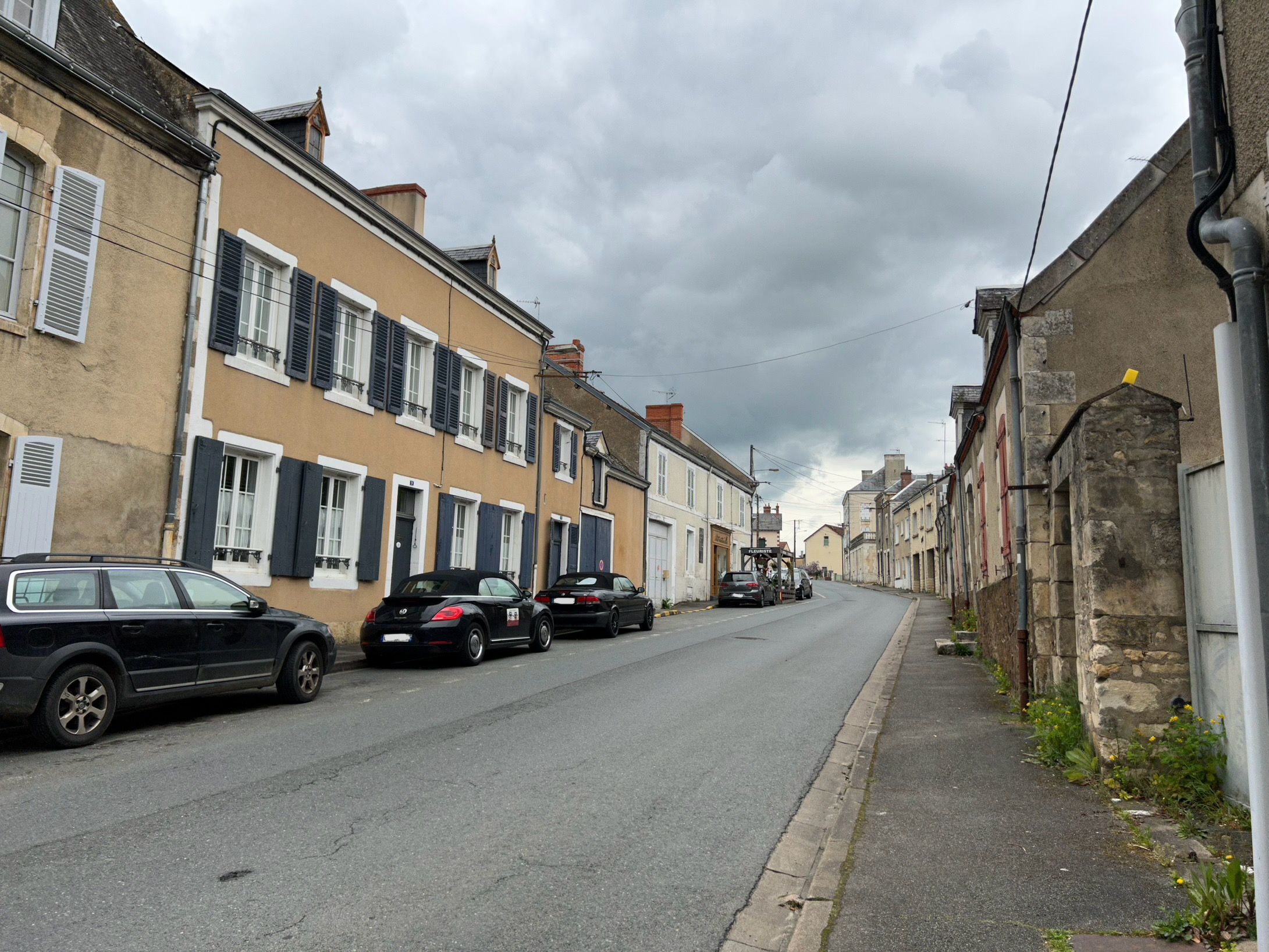
维克多·雨果街

### 教育
阿尔当特属于奥尔良-图尔学区。截至2021年1月1日，阿尔当特境内共有1所幼儿园、2所小学和1所初级中学。2021至2022学年度，阿尔当特境内共有在校中等教育阶段学生267名。

### 医疗
截至2021年1月1日，阿尔当特境内共有全科医生1名、保健师2名、牙医1名、护士8名和助产士1名。境内共有药房1家、养老院1家、残疾人帮扶中心2家。
距离阿尔当特最近的区域性医疗机构为沙托鲁中心医院（Centre Hospitalier de Châteauroux），其主病区位于沙托鲁市区南部，距离阿尔当特市区的正常车程大约16分钟，该院设有床位755个，是安德尔省规模最大的公立综合性医院。

### 住房
2020年，阿尔当特境内共有各类住房2,019套，其中92.9%为独立式住宅，6.1%为集中式住宅。常住房屋占阿尔当特市镇范围内居民建筑总量的85.6%。
在住房保障政策方面，2022年，阿尔当特境内共有145户家庭获得了住房经济补助，受益人数占总人口数量的4.3%，其中135份为房租补助。

### 商业
2021年，阿尔当特境内共有各类实体商铺58家，其中餐厅5家、大型超市1家、杂货店1家、面包房2家、装饰品店1家、银行门店1家、美容美发店6家、汽车维修店5家。阿尔当特镇中心建有一家SPAR便民超市和一家Coccinelle商场。

### 体育
2021年，阿尔当特境内共有1家游泳池、2间体育馆、3处网球场、1处马术场以及1处足球或橄榄球场。
截至2024年1月，阿尔当特体育俱乐部（A.S. Ardentes，编号500417）是阿尔当特境内唯一的一家注册足球俱乐部。当地的代表性足球队，成立于1910年，其主队2023至2024赛季参加安德尔省足球联赛甲组（法国第九级别），其主场为大灌木丛球场（Stade des Grands Buissons）。

### 环境
阿尔当特的环境事务由其所属的沙托鲁都会城市圈公共社区联合各级政府协调负责。2021年，阿尔当特境内暂无污染企业。

### 治安
2021年，阿尔当特市镇范围内有1处宪兵队。
阿尔当特及其附近的共93个市镇是拉沙特尔国家宪兵队（zone gendarmerie de La Châtre）的管辖范围。2020年，该宪兵队累计记录各类案件1,720起，其中盗窃类案件872起，经济类案件290起，毒品交易类案件36起。

## 文化

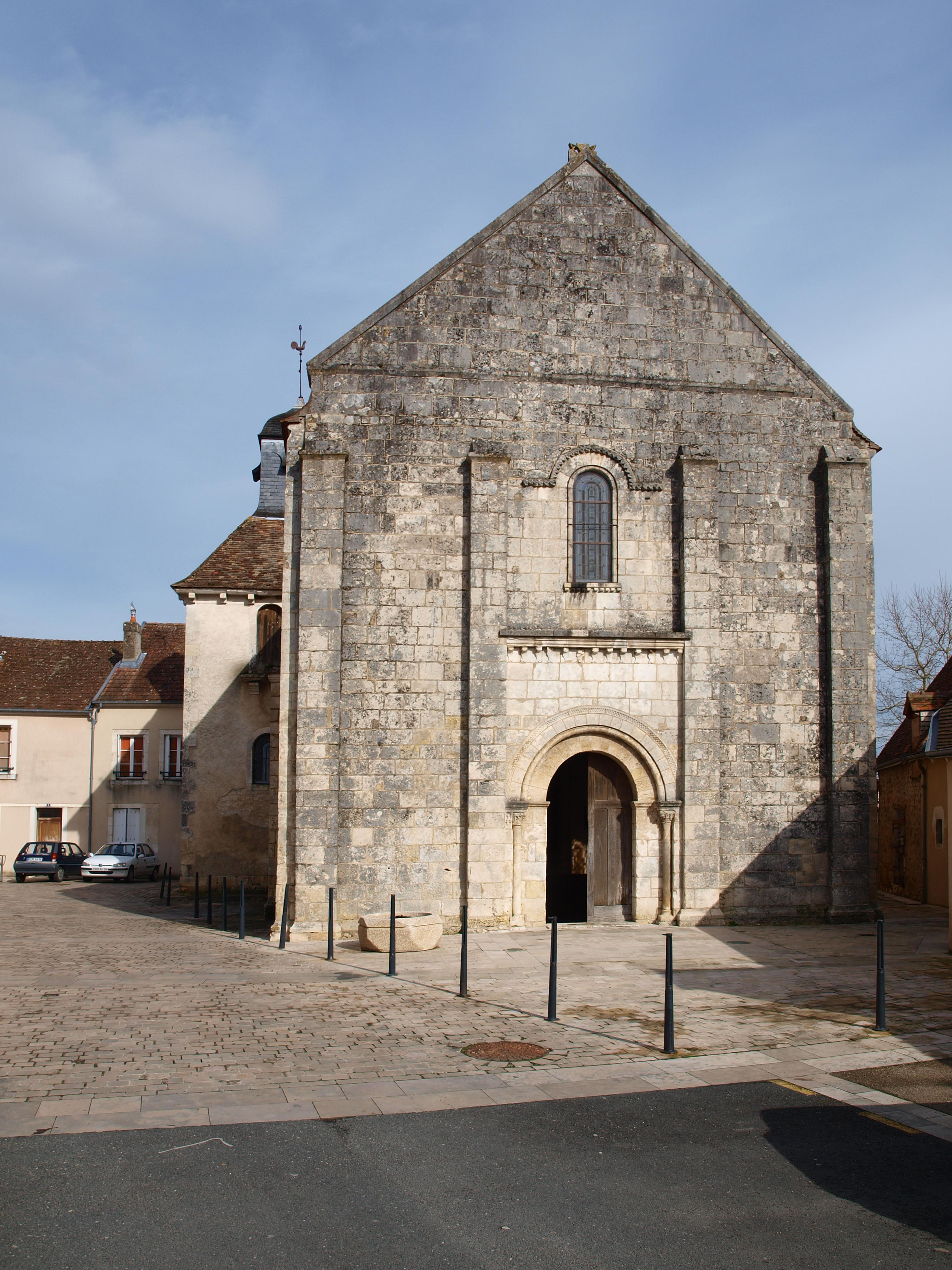
圣马丁教堂

2021年，阿尔当特境内暂无任何文化设施。阿尔当特境内建有多媒体中心（Médiathèque），每周一、三、四、五、六向公众开放。

### 建筑
阿尔当特境内有多处历史建筑，其中圣马丁教堂为法国国家文物保护单位，圣樊尚教堂（Église Saint-Vincent d'Ardentes）亦是当地的一处地标性建筑物。

### 旅游
阿尔当特的旅游事务由其所属的沙托鲁都会城市圈公共社区联合各级政府协调负责。2023年，阿尔当特境内暂无任何游客接待设施。

### 媒体
法国主要的媒体均可在阿尔当特接收，法国电视三台下属的中央-卢瓦尔河谷大区频道在部分时段播出阿尔当特所在安德尔省的地方新闻。《中西部新共和国报》、蓝色法兰西贝里广播、伊苏丹贝里第一电视台等是当地主要的地方性媒体。

## 相关人物
法国画家安德烈·代加雄、作家乔治·吕班和药学家斯坦尼斯瓦夫·利穆赞出生于阿尔当特。

## 友好城市
截至2024年1月，阿尔当特暂未建立任何友好城市关系。